# Mühlgrundbach
Der Mühlgrundbach ist ein linker Nebenfluss der Elbe in Sachsen im Landkreis Sächsische Schweiz-Osterzgebirge. Er verläuft zwischen Reinhardtsdorf und Schöna im Hirschgrund und mündet an der Hirschmühle gegenüber von Schmilka.